# Classe Aquastrada TMV 103
La classe TMV 103 Aquastrada è una serie di tre navi traghetto veloci costruite fra il 1995 e il 1996 per conto della compagnia di navigazione Corsica Ferries - Sardinia Ferries.

## Caratteristiche
Con l'avvento dei traghetti superveloci, che iniziarono a riscuotere successo negli anni '90, la compagnia di navigazione francese Corsica Ferries decise di ampliare la propria flotta con tre traghetti di nuova concezione di tipo HSC (High Speed Craft). 
Sono mossi da quattro motori diesel MTU 20V 1163 TB73L a idrogetto, che permettono alle navi di raggiungere una velocità massima di 37 nodi. La struttura dei traghetti, caratterizzata da una lunga carena a V profonda, si articola in cinque ponti: i primi tre sono destinati alle autovetture, mentre i due superiori sono dedicati ai passeggeri. Le ridotte dimensioni delle navi vanno a vantaggio delle prestazioni ma penalizzano la capienza: i traghetti possono infatti trasportare solo fino a 550 passeggeri e 150 veicoli. Molto simili alle unità Guizzo e Scatto della compagnia di navigazione Tirrenia, i traghetti della classe Aquastrada TMV 103 hanno motori meno potenti, che li rendono leggermente meno veloci ma consentono un minor consumo di carburante rispetto alle precedenti. A bordo i servizi a disposizione dei passeggeri comprendono 535 poltrone (le unità non dispongono di cabine), due bar e un ristorante self-service.
Agli inizi sulle fiancate era presente solo il nome Corsica Ferries in quanto non ancora accorpata a Sardinia Ferries. La "testa" logo delle compagnie era presente solo sul fumaiolo e non sulle fiancate delle navi. Dalla fusione delle due apparvero entrambi i nomi separati dal logo.

## Servizio
Commissionate nel 1995, le tre unità furono costruite nei cantieri navali Rodriquez di Pietra Ligure e INMA di La Spezia.
I nomi inizialmente scelti furono Corsica Express, Corsica Express II e Corsica Express III.
Entrarono in servizio durante tra la fine del 1995 e il 1996, ricoprendo varie rotte tra Italia, Corsica e Sardegna con il vantaggio di avere un tempo di percorrenza di gran lunga inferiore rispetto alla concorrenza. Con il passare del tempo, tuttavia, gli elevati costi di gestione hanno portato a un utilizzo saltuario dei traghetti e a lunghi periodi di disarmo.

### Corsica Express

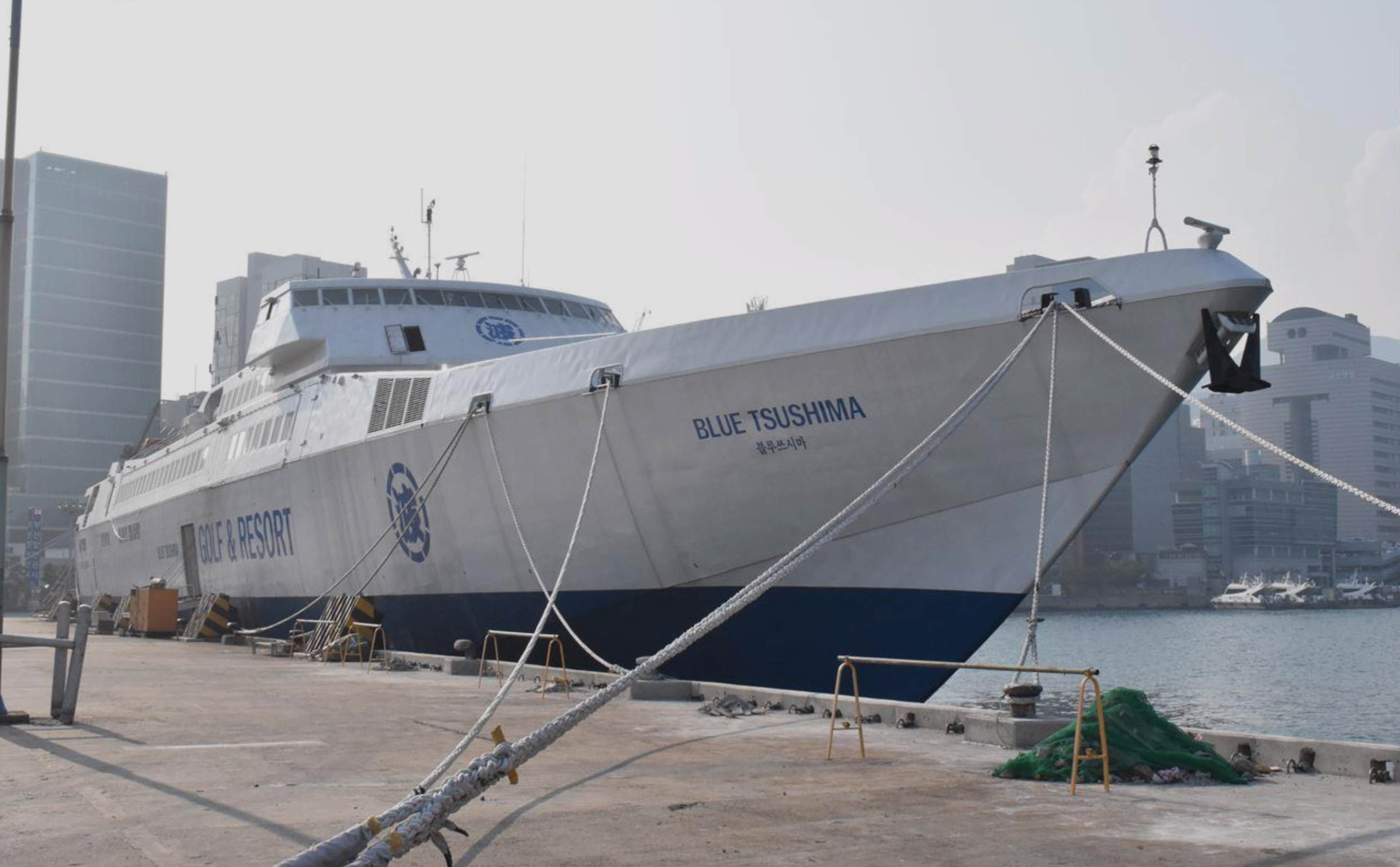
L'allora Blue Tsushima ormeggiato a Busan nel 2017.

La prima delle tre gemelle entrò in servizio a novembre 1995 sulle tratte tra Italia e Corsica. Pochi mesi dopo fu noleggiata alla compagnia venezuelana Conferry che, per un anno, la fece navigare sulla tratta Puerto La Cruz-Punta de Piedras.
Nel 1997 tornò in Italia, cambiò nome in Sardinia Express e da quel momento apparve il logo Sardinia Ferries sulle fiancate. Operò sulle tratte Civitavecchia-Golfo Aranci e Livorno-Golfo Aranci. Nel 2003 navigò sulle tratte tra Nizza e Savona verso la Corsica. L'anno dopo tornò sulle rotte per la Sardegna fino al 2007.
Il 9 agosto 2007, durante una corsa notturna sulla Golfo Aranci-Piombino, si sviluppò un incendio in sala macchine. A causa di ciò la nave non riuscì più a navigare con i propri mezzi e quindi venne richiesto soccorso; soltanto verso le 5 del mattino seguente fu raggiunta dal traghetto Mega Express Three, che riuscì a stabilizzarla nonostante il forte vento. Grazie alla prontezza del comandante, dell'equipaggio e del soccorso tramite elicotteri, non vi furono feriti tra i passeggeri né tra i membri dell'equipaggio. Durante il giorno seguente la nave fu trainata fino al porto di Bastia da un rimorchiatore. Dopo la vicenda, fu tolta dal servizio e messa in disarmo nel porto di Vado Ligure per qualche anno.
Nel settembre 2012 il traghetto fu venduto all'armatore sudcoreano Hyangil Shipping; inizialmente ribattezzato Tamnara, nel marzo 2013 cambiò nome in Araqueens, operando sulle tratte tra Goheung e Seogwipo e tra Pohang e Ullegundo. A luglio 2013 scoppiò un nuovo incendio che causo la fine anticipata della sua attività e il successivo disarmo. Nel 2016 il traghetto fu ceduto alla compagnia Tsushima High Speed Ferry, che lo ribattezzò Blue Tsushima e lo inserì nei collegamenti tra Busan e l'isola di Tsushima, rimanendovi fino al 2019. 
Nel 2021 il traghetto cambiò nuovamente nome in New Mikasa, venendo prima venduto alla S & J Line SA, e poi alla Iki Kaihatsu KK.
Da maggio 2022 al 2024 è rimasto in disarmo nel porto di Gonoura in Giappone.
Nel 2024 ammaina la bandiera giapponese in favore di quella cambogiana e viene rinominato Bellone in seguito all'acquisizione da parte della Sinatambou VR.
Pochi mesi dopo viene venduto alla Ever Eco Fast Ferries, issa bandiera della Guinea-Bissau, e viene posto in disarmo a Port Louis. A gennaio 2025 issa bandiera di Curaçao.

### Corsica Express II

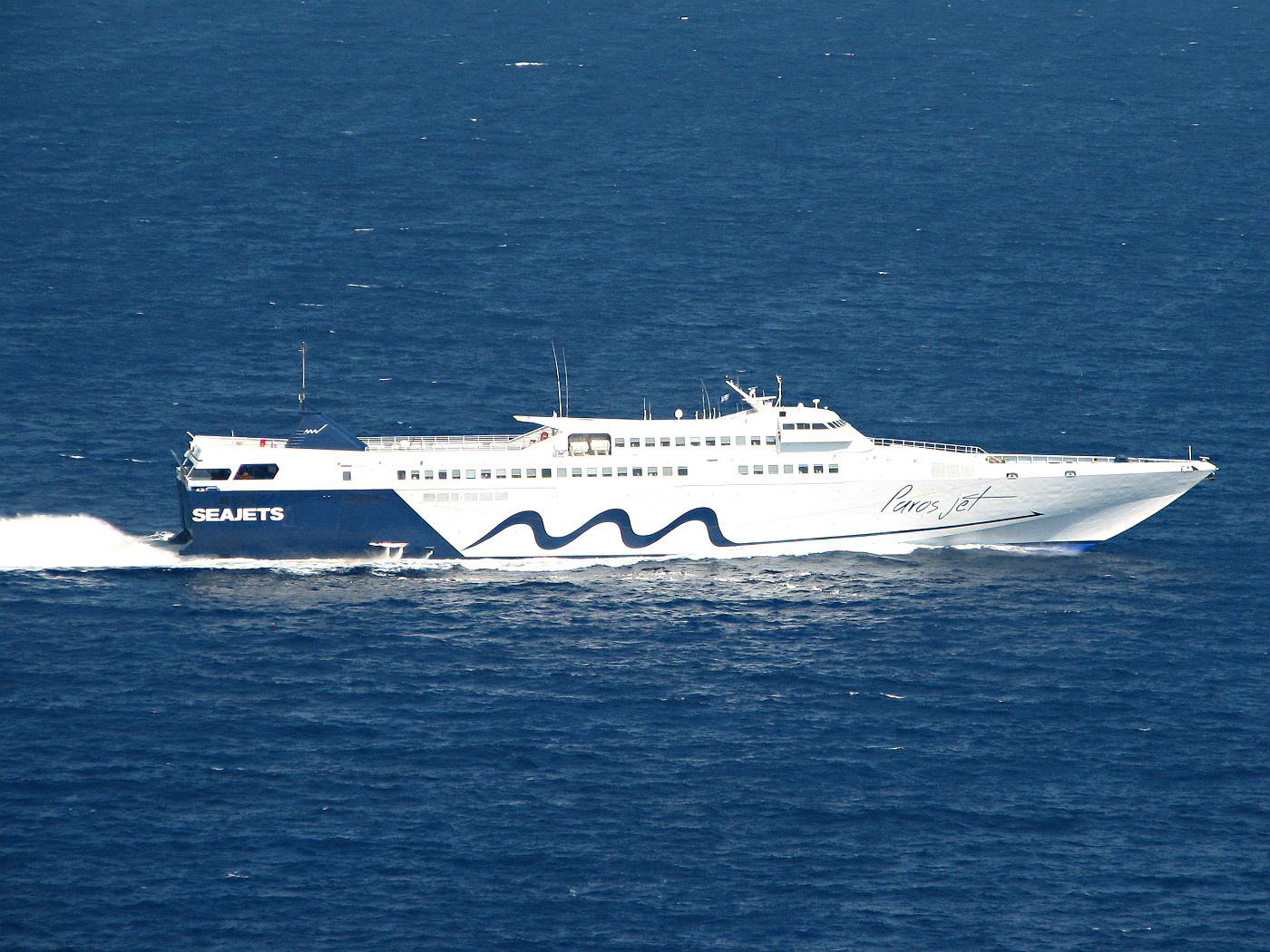
Paros Jet in navigazione

Entrò in servizio a giugno 1996 sulle tratte tra Nizza e Corsica, a giugno 1997 opererà sulle tratte tra Italia e Corsica.
Alla fine del 1997 cambiò nome in Corsica Express Seconda, cambiando bandiera da francese a italiana e porto di registrazione da Bastia a Olbia.
Continuò a servire le tratte tra Italia e Corsica ma con sempre meno frequenza, a causa dell'aumento dei prezzi del carburante.
Alla fine del 2010 fu messa in disarmo a Vado Ligure e non fu utilizzata durante il 2011. Tornò in servizio nel 2012 sulla linea Piombino-Portoferraio con sette corse giornaliere, seppur a velocità ridotta. Dal 2013 si aggiunge la tratta Portoferraio-Bastia. A fine 2013 viene ritirata dal servizio e posta nuovamente in disarmo nel porto di Vado Ligure.
Nel maggio 2015 fu ceduto alla compagnia greca SeaJets e ribattezzato Paros Jet, prendendo bandiera cipriota. Opera nell'arcipelago delle Cicladi nel mar Egeo durante la stagione estiva. Nel 2018 ha cambiato livrea e, ad agosto dello stesso anno, è stato noleggiato ad Anek Lines in sostituzione di un'altra nave della compagnia. Il 30 giugno 2019, al largo di Nasso, si imbatté in una tempesta con mare forza 9 senza riportare fortunatamente danni.
Dal 2020 si trova presso il cantiere greco Salamis Shipyards in Grecia.

### Corsica Express III

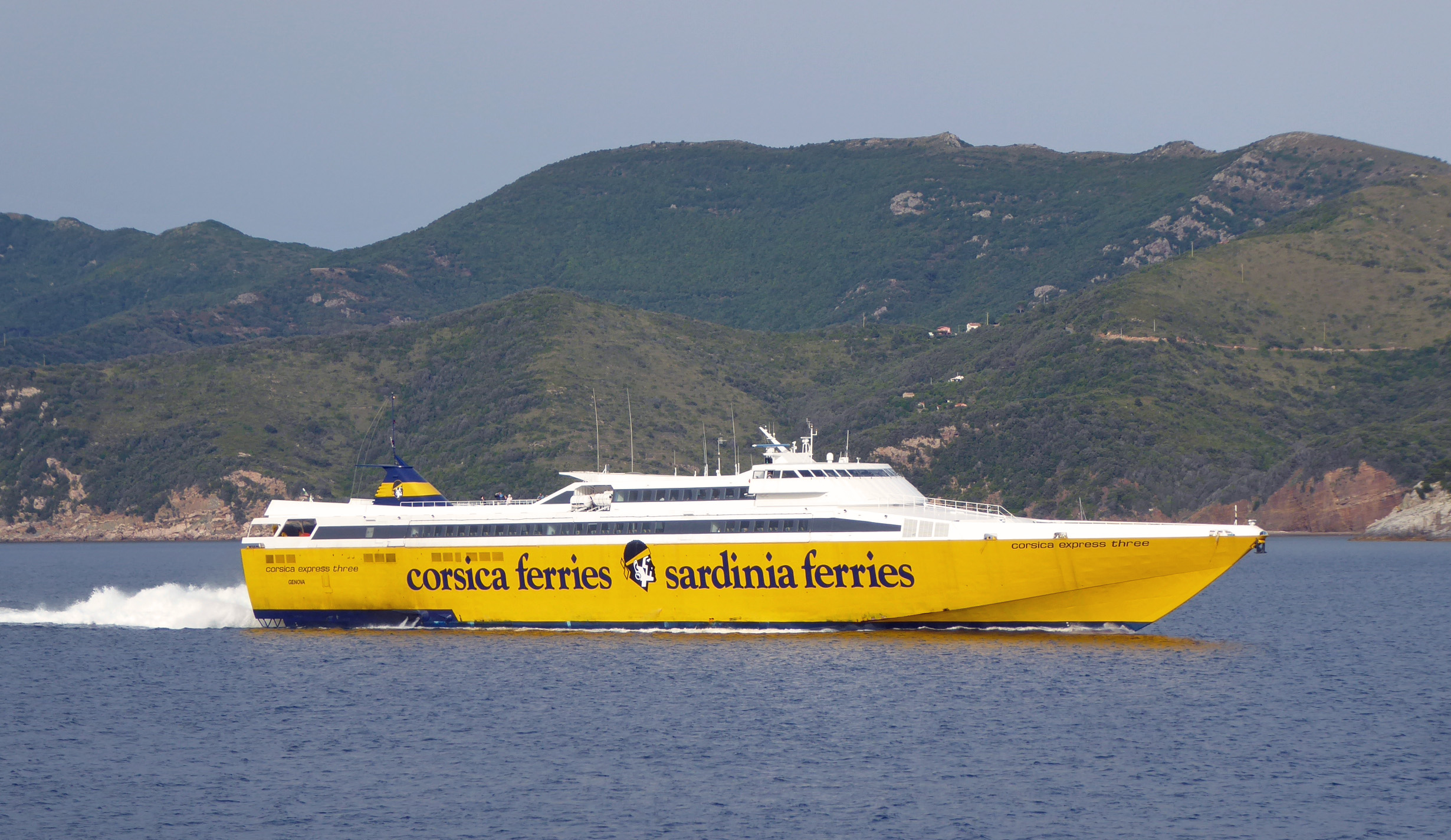
Corsica Express Three in navigazione verso l'Isola d'Elba

Iniziò il servizio a settembre 1996 sulle tratte tra Nizza e Corsica.
Nel 2002 venne rinominata Corsica Express Three, battendo bandiera italiana e venendo registrata a Genova.
Durante il 2004 ha navigato sulle tratte tra Nizza e Savona verso la Corsica e durante l'estate sulla tratta Civitavecchia-Golfo Aranci. Nel 2005 torna sulle tratte della Corsica. Alla fine del 2006 viene messa in disarmo a causa dell'aumento dei prezzi del carburante.
Tra giugno 2007 e luglio 2009 fu noleggiato alla compagnia greca Kallisti Ferries, iniziando dal 29 giugno con la nuova livrea che portava il logo della compagnia sulle fiancate e sul fumaiolo. Venne impiegato per i collegamenti con le isole Cicladi, operò tra Nasso, Icaria, Furni e Samo partendo dal porto del Pireo. 
Il 18 dicembre 2008 al porto di Samotracia, forti raffiche di vento ruppero gli ormeggi e la nave andò a sbattere contro altre piccole barche riportando numerosi danni. Nel luglio 2009 la compagnia, a causa di una crisi di mercato nel mar Egeo, interruppe i servizi. Questo portò al ritorno della nave in Italia dove venne messa in disarmo a Vado Ligure. 
A partire dal 2014 tornò ad essere impiegato stagionalmente per i collegamenti tra Piombino, Bastia e l'isola d'Elba.
Nel 2023 ha operato sulle tratte Piombino-Portoferraio e Portoferraio-Bastia, per poi essere posto in disarmo a Genova durante la stagione invernale. Dal 25 maggio 2024 torna in servizio sulla Piombino-Portoferraio. Il 20 agosto 2024 il traghetto, poco dopo aver mollato gli ormeggi da Piombino, ha subito un principio di incendio nella sala macchine prontamente domato. Le circa 300 persone a bordo sono state fatte sbarcare dalla nave tramite appositi scivoli in quanto il portellone di poppa era inservibile a seguito del principio di incendio; solo un passeggero ha riportato delle escoriazioni mentre lasciava la nave tramite scivolo mentre un altro ha accusato un attacco di panico, entrambi sono stati soccorsi in banchina e hanno rifiutato il ricovero ospedaliero. Il 31 agosto 2024 ha ripreso il suo servizio sulla tratta Piombino-Portoferraio, sostituita precedentemente il 24 agosto 2024 dalla nave Corsica Marina Seconda, che fece tratta di ritorno con destinazione Piombino anziché Livorno come da consuetudine.
L'8 gennaio 2025 viene annunciata la cessione della società Elba Ferries (succursale di Corsica Ferries) alla compagnia elbana BluNavy. Di conseguenza anche la nave passa in noleggio a BluNavy per la stagione estiva 2025 nei collegamenti tra Piombino e Portoferraio.
Il 17 aprile viene trasferito da Genova a Piombino e di nuovo disarmato.
Il 29 aprile ne viene annunciata la cessione a titolo definitivo alla BluNavy.

## Unità della classe
| Nome                  | Cantiere                                             | Bandiera | Varo | Entrata in servizio | Rotta                 | Numero IMO | Proprietario          | Note |
| --------------------- | ---------------------------------------------------- | -------- | ---- | ------------------- | --------------------- | ---------- | --------------------- | --- |
| Bellone               | Industrie Navali Meccaniche Affini (INMA), La Spezia |          | 1995 | 1995                | Mauritius             | 9108245    | Ever Eco Fast Ferries | Già Corsica Express e Sardinia Express per Corsica Ferries, Tamnara e Araqueens per Hyangil Shipping e Blue Tsushima per Golf & Resort e New Mikasa |
| Paros Jet             | Industrie Navali Meccaniche Affini (INMA), La Spezia |          | 1996 | 1996                | Pireo-Cicladi         | 9125255    | SeaJets               | Già Corsica Express II e Corsica Express Seconda per Corsica Ferries                                                                                |
| Corsica Express Three | Industrie Navali Meccaniche Affini (INMA), La Spezia |          | 1996 | 1996                | Piombino-Portoferraio | 9135963    | BluNavy               | |